# Orde van de Rode Ster (Sovjet-Unie)

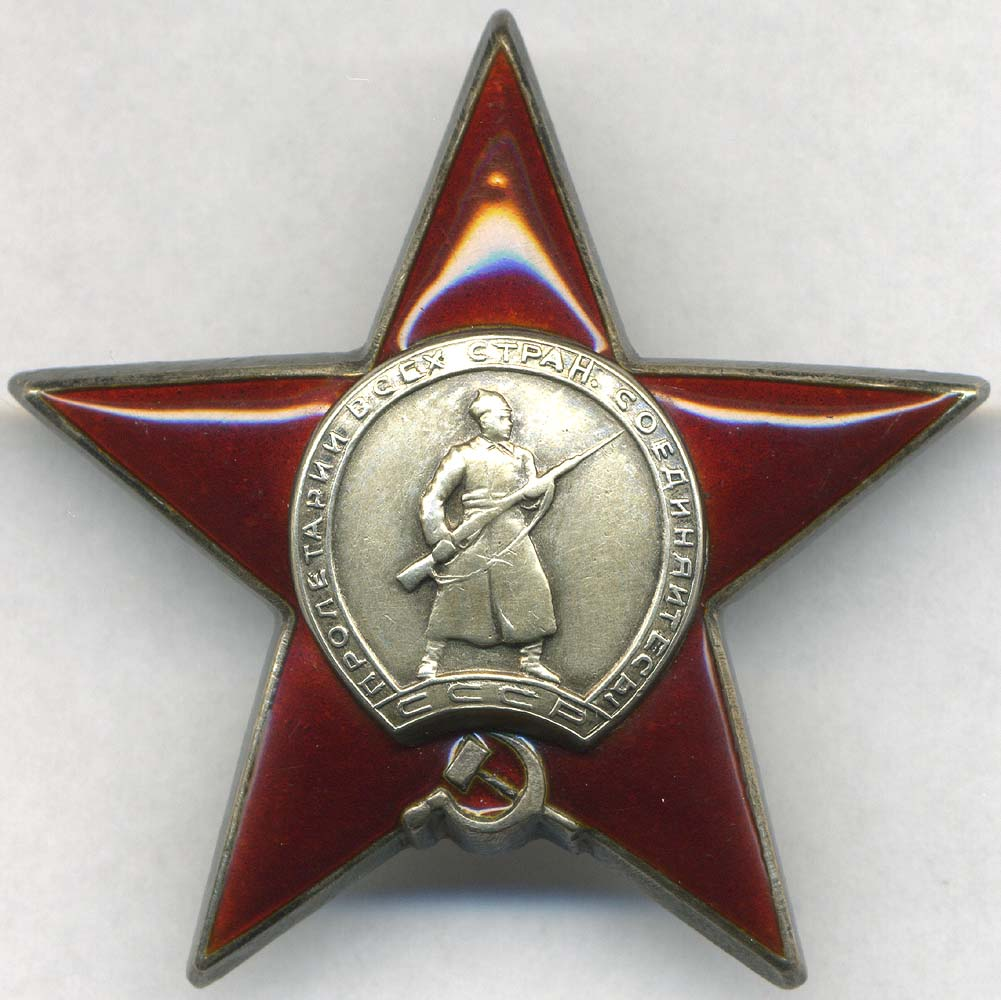
Orde van de Rode Ster

De Orde van de Rode Ster (Russisch: Орден Красная Звезда, Orden Krasnoij Zvezdna) was een onderscheiding van de Sovjet-Unie die in oorlog- en vredestijd aan de marine en het leger verleend werd voor buitengewone verdienste voor de landsverdediging. De Orde van de Rode Ster werd op 6 april 1930 ingevoerd. Maarschalk Vasili Blücher was in september 1930 de eerste persoon die deze onderscheiding in ontvangst mocht nemen.
De medaille bestaat uit een rode ster met in het midden, binnen een cirkel, een soldaat van het Rode Leger met een gevelde bajonet. Het opschrift luidde als volgt: Arbeiders aller landen, verenigt U. Daaronder stonden de initialen C.C.C.P. met het embleem van de hamer en sikkel.
De Orde van de Rode Ster was een van de meest uitgereikte onderscheidingen tijdens de Grote Vaderlandse Oorlog. Bijna drie miljoen onderscheidingen werden aan meer dan twee miljoen mensen uitgereikt. Veelal betrof het jonge officieren.
Orde van Sint-Andreas de Eerstgeroepene ·
Orde van de Heilige Catharina ·
Sint-Jorisorde ·
Orde van Sint-Anna ·
Alexander Nevski-orde ·
Orde van de Witte Adelaar (Polen) ·
Orde van Sint-Stanislaus ·
Orde van Sint-Vladimir ·
Herdenkingsdecoratie voor het 300-jarig bestaan van de Romanov-dynastie ·
Orde van het Rode Kruis voor Vrouwen en Meisjes ·
Soevereine Militaire Hospitaalorde van Sint-Jan van Jeruzalem en Malta in Rusland ·
Held van de Arbeid (1922) ·
Orde van de Rode Vlag van de Arbeid ·
Leninorde ·
Leninprijs ·
Held van de Sovjet-Unie ·
Gouden Ster ·
Orde van de Oktoberrevolutie ·
Ereteken van de Sovjet-Unie ·
Orde van de Glorie van de Arbeid ·
Orde van de Rode Banier ·
Held van de Socialistische Arbeid ·
Moeder-Heldin .
Heldenstad ·
Meester in de sport ·
Orde van de Vriendschap ·
Orde van de Vaderlandse Oorlog ·
Orde van de Eer ·
Orde van de Glorie ·
Orde van Nachimov ·
Orde van Koetoezov ·
Orde van Oesjakov ·
Orde van Soevorov ·
Orde van Bogdan Chmelnitski ·
Orde van de Rode Ster ·
Orde van de Heilige Aartsengel Michaël ·
Onderscheidingskruis van de Heilige Apostelgelijke Vorstin Olga ·
Orde van Sint-Nicolaas de Wonderdoener
Zie ook: Ridderorden in Rusland · Orden van de Sovjetrepublieken · Orden van de Sovjet-Unie · Medailles van de Sovjet-Unie